# Pavuvu
Pavuvu, auch Pavuvu Island genannt, ist eine Insel 50 km nordwestlich von Guadalcanal im pazifischen Inselstaat Salomonen. Sie ist die Hauptinsel der Russell-Inseln in der Central-Provinz der Salomonen.

## Geographie
Die unregelmäßig geformte Insel ist etwa 19 km lang (Nord nach Süd) und bis zu 12 km breit. Sie ist dicht bewaldet, aber nur spärlich besiedelt.
Pavuvu liegt im Osten, gegenüber dem 12 km langen und 800 bis 2300 Meter breiten Meeresarm Sunlight Channel (Sera me Ohol), die Insel Mbanika, die zweitgrößte der Russell-Inseln.
Der größte Teil der Insel wird von den Kegeln und Ausläufern des Vulkans Mt. Pavuvu eingenommen, der eine Höhe von 488 Metern erreicht.
Größter Ort ist Nukufero am Ende der Hooper Bay an der Nordküste, eine tikopianische Siedlung. Die Einwohnerzahl beträgt 1100.